# Calmazzo
Calmazzo è una  frazione di Fossombrone, in provincia di Pesaro e Urbino, nelle Marche. 

## Geografia fisica
Situata in un trivio naturale tra le valli del Metauro, a nord-ovest (alta valle) ed a nord-est (bassa valle), e del Candigliano a sud-ovest, nella pianura di fondovalle. Calmazzo si trova lungo il corso del Metauro, tra la frazione di San Lazzaro, a nord-est, e la località di Santo Stefano di Gaifa, a nord-ovest ma nel comune di Urbino.

## Storia
Si trova  sull'importante nodo stradale dell'antica via Flaminia poco prima della gola del Furlo, dove si dipartiva la strada per Urbino (Urvinum Metaurensis), alla confluenza dei fiumi Candigliano e Metauro.
È sede di antichi ritrovamenti dell'epoca romana: nel 1989 uno scavo effettuato nella zona dall'Università di Urbino ha portato alla luce il recinto sepolcrale della famiglia Cissonia; è un'area di forma quadrata, originariamente recintata in lastroni di pietra del Furlo. Aveva una porta di ingresso e all'interno tre sepolture e due altari (are) con iscrizioni ancora in loco, dedicate la prima a Caius Cisso Festus, la seconda a Caius Cisso Zosymus e alla moglie Cissonia Festa. Sono state ritrovate anche suppellettili e oggetti in vetro ed oro del corredo funebre, ora al museo archeologico di Fossombrone, e alcune colonne lavorate.
Vicino al paese (vicus) vi era sulla Flaminia il ponte di Traiano, che attraversava il fiume con un grande arco in pietra. Il ponte venne fatto saltare durante la seconda guerra mondiale e poi ricostruito nel 1947 riutilizzando in parte il materiale antico.

## Monumenti e luoghi d'interesse
Chiesa parrocchiale di Santa Maria del Carmine
È stata realizzata a partire dalla fine degli anni settanta del XX secolo, secondo il progetto dell'architetto Gianni Lamedica e dell'ingegnere Fabio Tombari, fino alla consacrazione, avvenuta solo a metà degli anni novanta. Si tratta di un edificio realizzato completamente in cemento armato a vista, senza intonacature, sia esternamente che internamente, in modo affine alla corrente brutalista.
Chiesa di San Bartolomeo di Gaifa
Sorge vicino alla località di Santo Stefano di Gaifa e come la pieve di quella località, ha un'origine molto antica, risalente al XIII secolo. L'edificio odierno, in stile neoclassico, è però frutto di una ristrutturazione avvenuta tra XVIII e XIX secolo. Situata su di un colle dominante la vallata, si presenta con murature in pietra a vista, sono in laterizio le lesene angolari che poi proseguono lungo la cornice (come un frontone spezzato) che delimita superiormente la facciata a capanna. In laterizio a vista sono anche le cornici del portale centrale architravato, rialzato su tre gradini, e della finestra lunettata in asse con questo. L'interno è ad aula unica rettangolare con tre altari (il maggiore e due laterali), il maggiore è in muratura e su di esso si trova la pala raffigurante la Crocifissione con i Santi Bartolomeo e Lorenzo. L'aula è coperta da una volta a sesto ribassato.
Chiesa di San Cristoforo dei Valli
Situata lungo il pendio di un colle delle Cesane rivolto verso la vallata, dista 3 km a nord-ovest dalla frazione. Risale alla fine del XIII secolo, ma subì un'importante ristrutturazione durante il XVI secolo. A conferirgli l'aspetto odierno fu un intervento tra la fine XIX e l'inizio del XX secolo. Si presenta all'esterno con un aspetto molto sobrio, in pietra del Furlo a vista. Le uniche decorazioni esterne sono date dalle cornici lapidee del portale centrale architravato e dalla finestra rettangolare in asse su di esso, con semplici modanature lineari. L'interno ha una pianta a croce latina ad aula unica, voltata a botte. All'incrocio tra i due bracci della croce, si eleva una cupola conclusa da un lucernario, sui pennacchi vi sono dei medaglioni riproducenti i simboli iconografici dei quattro Evangelisti. Il presbiterio è delimitato da una balaustra in pietra. È aggregata alla parrocchia di Santo Stefano di Gaifa.

## Cultura

### Scuole
Vi sono una scuola dell'infanzia ed una primaria dell'Istituto Comprensivo "Fratelli Mercantini" di Fossombrone.

## Infrastrutture e trasporti

### Strade
Per la sua posizione geografica, la frazione si trova ancora, come in passato, in un snodo viario importante. Verso nord-ovest vi è la Strada statale 73 bis, in questo tratto costituisce una parte della Superstrada E78 (su cui la frazione ha un accesso), che conduce verso i centri dell'alta valle del Metauro, in particolare verso Fermignano (12,7 Km) e Urbino (15 Km). Verso sud-ovest si collega alla SS 73 bis (E78) la Via Flaminia, che da questo punto fino ad Acqualagna (12 Km) costituisce una superstrada. Invece verso nord-est, la SS 73 bis (E78) e la Via Flaminia proseguono, in parallelo lungo il fondovalle, verso Fossombrone (4,5 km) e Fano (32 Km).

### Ferrovie
Calmazzo fu anche servita dalla linea Fano - Urbino, dal 1916 al 1987, di cui restano i binari e la stazione.